# Thorneyburn
Thorneyburn – wieś w Anglii, w hrabstwie Northumberland. Leży 54 km na północny zachód od miasta Newcastle upon Tyne i 435 km na północ od Londynu.